# La Saga des McGregor
La Saga des McGregor (The Man from Snowy River / The McGregor Saga) est une série télévisée australienne de 65 épisodes de 50 minutes inspirée du poème de Banjo Paterson The Man From Snowy River (1890), diffusée de 1994 à 1996 sur Nine Network.
En France, les 52 épisodes des trois premières saison ont été diffusés à partir du 5 novembre 1995 sur RTL9, puis sur AB1 et NT1. Elle reste inédite dans les autres pays francophones.

## Synopsis
Elle met en vedette la famille McGregor, notamment Matt (Andrew Clarke), héros de son temps.

## Distribution

### Acteurs principaux
- Andrew Clarke : Matt McGregor
- Brett Climo : Colin McGregor
- Guy Pearce : Rob McGregor
- Sheryl Munks (en) : Emily McGregor
- Wendy Hughes : Kathleen O'Neil (52 épisodes)
- Ben Geurens : Michael O'Neil (52 épisodes)

### Acteurs récurrents et invités
- Kristie Raymond : Danni McGregor (33 épisodes)
- Amanda Douge (en) : Victoria Blackwood (32 épisodes)
- Joelene Crnogorac (fi) : Danni McGregor (32 épisodes)
- Rodney Bell : Frank Blackwood (31 épisodes)
- Greg Parker : Herbert Elliott (31 épisodes)
- Jon Finlayson (en) : James Gleeson (28 épisodes)
- Gabrielle Fitzpatrick (VF : Marie-Laure Beneston) : Montana Hale (25 épisodes)

 Source et légende : version française (VF) sur RS Doublage